# ایستگاه کوکیتلام سنترال
ایستگاه کوکیتلام سنترال (انگلیسی: Coquitlam Central station) یک ایستگاه حمل‌ونقل سریع میان‌وجهی در مترو ونکوور است که هم توسط خط میلنیوم - بخشی از سیستم اسکای‌ترین (ونکوور) - و هم از طریق وست کوست اکسپرس سیستم راه‌آهن شهری و حومه منطقه ارائه می‌شود. این ایستگاه در سمت شمالی مسیرهای راه‌آهن کانادا پسیفیک (CPR) در کوکیتلام، درست در غرب پل روگذر بزرگراه Lougheed، نزدیک مرکز خرید کوکیتلام سنتر قرار دارد. ۶۰۱ جای پارک در سایت موجود است. تمام خدمات توسط TransLink انجام می‌شود.